# 高柳藩
高柳藩（たかやなぎはん）は、江戸時代中期に越後国頚城郡高柳（現在の新潟県妙高市高柳）に存在した藩。首城藩（くびきはん）とも言う。
美濃国岩村藩5代藩主丹羽氏音は、幕府よりお家騒動を咎められ、2万石から1万石に知行半減の上、元禄15年（1702年）に越後国頸城郡高柳に移封となった。この時丹羽家は城主大名から無城大名、さらに参勤交代を行わない定府大名に降格となった。2代藩主薫氏は元文4年（1739年）8月に大坂定番に任じられ、その際に所領を河内・播磨・美作に移された。のち延享3年（1746年）に播磨三草藩へ転封となり、高柳藩は廃藩となった。

## 歴代藩主
丹羽家
譜代 1万石 （1702年 - 1739年）
1. 氏音
2. 薫氏